# Cuges-les-Pins
Cuges-les-Pins ist eine französische Gemeinde mit 5.949 Einwohnern (Stand 1. Januar 2022) im Département Bouches-du-Rhône in der Region Provence-Alpes-Côte d’Azur.

## Geografie
Die Gemeinde liegt zwischen dem zwölf Kilometer entfernten Aubagne und dem achtzehn Kilometer entfernten Le Beausset. Das Gemeindegebiet gehört zum Regionalen Naturpark Sainte-Baume.

## Geschichte
Um 25000 vor Christus bildete sich in der Nähe des heutigen Ortes ein See. Dessen Größe schwankte: Vor achttausend Jahren hatte der See noch eine Fläche von rund 60 Hektar, während es 3000 Jahre später sogar vier Quadratkilometer waren. In der Mittel- und Jungsteinzeit siedelten sich einige Familien an dem See an. Während der Kupferzeit siedelten Menschen in Höhlen in den nahegelegenen Bergen. Das Entdeckung von Rohren, Fliesen und anderen Fundstücken zeugt von der Besetzung des Gebiets durch die Römer. Die Zeit der Völkerwanderung war sehr instabil und gefährlich. Daher sammelten sich einige Familien und siedelten am Pic du Cuget. 
Im 11. Jahrhundert wurde auf einem Hügel das Castrum de Cuget gebaut. Daraufhin siedelten sich die Einwohner des Ortes am Fuße der Burg an und wurden somit auch Untertanen des Burgherren. Ab 1165 war der Ort von den Grafen von Marseille, die gleichzeitig auch die Barone von Aubagne waren, abhängig. 1220 wurde die Burg – und mit ihr der Ort – an den Marseiller Kaufmann Guillaume Vivaud weiterverkauft, dessen Familie bis 1435 der Besitzer blieb. Dann wurde der Ort an Barthélémy de Basqui weiterverkauft und 1448 an Antoine de Glandèves erneut verkauft. Seine Familie blieb dann bis zur Französischen Revolution Besitzer von Cuges-les-Pins. Die letzte Herrin, die den Ort 1772 erbte, war sehr konservativ und lehnte die Ideen der Revolution rundum ab. Im Sommer 1792 wurde die Burg schließlich gestürmt. Dabei wurden etwa drei Tonnen Weizen, zwei Tonnen Kapern und mehr als tausend Hektoliter Wein geplündert. Doch die Herrin gab nicht auf und befahl die Rückgabe der gestohlenen Waren. Als die Bürger am 8. Januar 1793 von dem Erlass erfuhren, stürmten sie die Burg. Die Wachen versuchten nicht, sich ihnen zu widersetzen. Die Dame war jedoch bereits geflohen. Am selben Tag wurde ein Schlossturm durch einen Brand zerstört. Angeblich war dieser zufällig durch ein unkontrolliertes Kaminfeuer verursacht worden. Als 1793 die Stadt Toulon von Napoleon belagert wurde, mussten die Bewohner von Cuges-les-Pins Nahrung und Ausrüstung liefern. Die Burg wurde 1794 und 1795 zu einem Lazarett umfunktioniert. Hier starben in dieser Zeit 173 Soldaten. 1794 heirateten in Cuges-les-Pins Joseph Bonaparte, der Bruder Napoleons, und Julie Clary.

## Sehenswürdigkeiten
- Kirche aus dem Jahr 1869
- Uhrturm aus dem Jahr 1824
- Kapelle Saint Antoine

## Demografie

### Bevölkerungsentwicklung
| Jahr      | 1962 | 1968 | 1975 | 1982 | 1990 | 1999 | 2008 | 2016 |
| Einwohner | 1109 | 1433 | 1282 | 1875 | 2655 | 3754 | 4743 | 5043 |

### Altersstruktur
28 Prozent der Bevölkerung sind 19 Jahre alt oder jünger. Fünf Prozent der Bevölkerung sind 75 Jahre alt oder älter.